# 名古屋市立小坂小学校
名古屋市立小坂小学校（なごやしりつ こさかしょうがっこう）は、愛知県名古屋市緑区小坂1-1001-2に位置する公立の小学校である。2003年（平成15年）に鳴海東部小学校と滝ノ水小学校から独立して誕生した。

## 沿革
- 2003年（平成15年）4月 - 開校。
- 2005年（平成17年）4月 - とちのき学級を開設。
- 2006年（平成18年）4月 - くすのき学級を開設。
- 2010年（平成22年）4月 - はなのき学級を開設。

## 不祥事
2025年6月24日、42歳の男性教員が当校内の女性児童の下着を盗撮し、グループチャットに共有した容疑で逮捕された。グループチャットには同時に逮捕された横浜市立本郷台小学校の男性教員を含む10人近くの教員が参加しており、42歳の男性教員はその“変態教師グループ”の“リーダー格”であったとされる。広沢一郎名古屋市長は「全国でグループを作って（盗撮した）画像を共有し合っていた。考えられない。本当に申し訳ないとともに怒りに満ちあふれている」とコメントした。

## 周辺の学校
小学校
- 名古屋市立鳴海東部小学校
- 名古屋市立滝ノ水小学校

中学校
- 名古屋市立滝ノ水中学校
- 名古屋市立扇台中学校
- 名古屋市立神の倉中学校